# Jagdstaffel 89
Jagdstaffel 89 -  Königlich Preußische Jagdstaffel Nr. 89 - Jasta 89 – jednostka lotnictwa niemieckiego Luftstreitkräfte z okresu I wojny światowej.

## Informacje ogólne
Jednostka została utworzona formalnie w 3 listopada 1918 roku z Kest 9 (Kest 9 została utworzona 20 lutego 1917 roku). Nie zachowały się pełne dane, kto dowodził jednostką w jakim okresie. Jednostka jako eskadra typowo myśliwska nie weszła do działań bojowych z powodu ogłoszonego zawieszenia broni, a następnie kapitulacji Niemiec.